# Дейтеромицеты
Дейтеромице́ты (лат. Deuteromycóta, Deuteromycotína), также несоверше́нные грибы́ (лат. Fungi Imperfecti), митоспо́ровые грибы (англ. mitosporic fungi), анамо́рфные грибы (англ. anamorphic fungi) — грибы, размножающиеся посредством пропагул, образующихся без участия процессов мейотического деления. Как правило, эти пропагулы представляют собой конидии, реже образуются из недифференцированного мицелия.
Многие дейтеромицеты представляют стадии жизненного цикла совершенных аскомицетовых и базидиомицетовых грибов и при некоторых условиях переходят в стадию, способную образовывать споры в процессе мейоза. У многих дейтеромицетов совершенная форма, вероятно, существует, однако пока не определена.
В настоящее время для множества грибов устанавливается связь между дейтеромицетовыми и совершенными формами. При невозможности экспериментально подтвердить связь анаморфы и телеоморфы (совершенной формы) используются данные молекулярного анализа ДНК. Вероятно, для ряда дейтеромицетов никогда не будет обнаружена совершенная стадия, полностью выпавшая из их цикла развития. Положение таких грибов в системе, основанной на телеоморфах, может быть определено только молекулярно-генетическими методами.
Исторически дейтеромицеты описывались в ранге отдела, подотдела или класса. В первом случае в составе группы выделялись следующие классы (в настоящее время эти названия продолжают использоваться на практике для морфологического определения грибов):
- Гифомицеты (Hyphomycetes Fr., 1821) — формы, образующие конидии непосредственно из вегетативных гиф или из пучков агрегированных гиф — синнем или спородохиев, но не в специализированных плодовых телах;
- Целомицеты (Coelomycetes Grove, 1935) — формы, образующие конидии в специализированных конидиомах — пикнидиях, пикнотириях, ацервулах;
- Агономицеты (Agonomycetes Ainsw., 1966) — формы, не образующие конидий и существующие в виде вегетативного мицелия, на котором образуются хламидоспоры, склероции или подобные образования.

Дейтеромицеты — наиболее широко распространённые грибы. Многие из них имеют большую экономическую значимость. Ряд видов вызывают болезни сельскохозяйственных культур — например, роды Botrytis, Verticillium, Cladosporium, порчу пищевых продуктов — роды Fusarium, Trichothecium. Ряд представителей используются в микобиологической промышленности в качестве продуцентов антибиотиков и ферментов — Aspergillus, Penicillium.
Некоторые представители являются патогенами человека, другие выделяют различные токсины — Aspergillus, Fusarium.

## Обзор подходов к классификации
Уже Пьер Андреа Саккардо в Sylloge fungorum описывал дейтеромицеты (в ранге класса) как искусственную гетерогенную группу, включающую бесполые стадии грибов. На протяжении длительного времени дейтеромицеты классифицировали исключительно на основании морфологических признаков. Существует множество таких систем классификации.
Впервые попытку создать классификацию грибов, в которой учитывались связи дейтеромицетов с половыми стадиями, предпринял в 1958 году Кэйсукэ Тубаки. Стали появляться классификации дейтеромицетов, учитывавшие морфологию известных телеоморф. Одной из основных проблем, с которыми столкнулись авторы таких классификаций, являлся тот факт, что к тому времени лишь для крайне незначительной доли дейтеромицетов была установлена связь с совершенными грибами. Наиболее известные из таких классификаций — системы Латтрелла и Саттона.
Э. С. Латтрелл (1979) выделил в пределах класса Deuteromycetes два подкласса — Ascodeuteromycetidae и Basidiodeuteromycetidae. В первый из них автор отнёс грибы с простыми порами септ, двуслойной клеточной стенкой, и гифами без пряжек, ко второму — грибы с долипоровыми септами, ламеллярным строением клеточной стенки и наличием пряжек на мицелии (как правило).
Б. Ч. Саттон (1980) на основании способа возникновения конидий разделил подотдел Deuteromycotina на два класса — Blastodeuteromycetes и Thellodeuteromycetes. Подклассы он выделил на основании различий в способе формирования оболочек конидий: Holoblastomycetidae и Enteroblastomycetidae в составе первого класса, Holothallomycetidae и Enterothallomycetidae в пределах второго.